# Jack Wolfskin
Jack Wolfskin (Jack Wolfskin Ausrüstung für Draussen GmbH & Co. KGaA) i Idstein i Taunus är ett tyskt varumärke och tillverkare av fritidskläder och utrustning för natur- och fritidsaktiviteter (tält, ryggsäcker m.m.) och skor. Företaget tillhör de ledande på den tyska hemmamarknaden och finns på alla stora europeiska marknader. 